# شهرداری سرکنو
شهرداری سرکنو (به لاتین: Municipality of Cerkno) یک منطقهٔ مسکونی در اسلوونی است که در اسلوونی واقع شده‌است. شهرداری سرکنو ۱۳۱٫۶ کیلومتر مربع مساحت و ۵٬۰۴۰ نفر جمعیت دارد.